# Польські протести 1976 року
Польські протести червня 1976 року — хвиля страйків і протестних дій, що сталися в кінці червня 1976 в ПНР. Були спровоковані оголошенням урядом Петра Ярошевича різкого підвищення цін на деякі товари широкого вжитку.
Підвищення повинно було досягти 70 %. У коментарях преси до роздрукованого виступу Ярошевича підвищення називалося «послідовною реалізацією грудневої політики» або «продовженням прогресивного розвитку, розпочатого на початку 70-х років».
Комуністична влада з самого початку готувалася до можливих масових виступів народу, незадоволеного драконівськими підвищеннями цін. Про це свідчить створення навчально-тренувального штабу «Літо 76» (Lato 76), на чолі якого став глава МВС і Служби безпеки Богуслав Стахура (Bogusław Stachura).
Було введено прискорений порядок розгляду відповідних справ судовими органами країни, заздалегідь приготовлені вільні місця в камерах попереднього ув'язнення.
23 червня 1976, напередодні виступу Ярошевича, були приведені в бойову готовність військові частини МВС.
25 червня починають страйкувати 97 підприємств, в тому числі — в Радомі, Урсусі і Плоцьку. Уряд ПНР приховує від громадської думки факти протестного вибуху, називаючи їх «дрібними хуліганськими витівками».
Упокорення йшло численними загонами моторизованої міліції за допомогою сльозогінного газу і водних гармат. Масштаб арештів досяг значних розмірів. Заарештованих піддавали тортурам.

Згідно з доповіддю, підготовленою МВС, на території 12 воєводств страйкувало 112 підприємств, в страйках взяли участь більше 80 тисяч чоловік, в тому числі 20 800 в Радомі і 14 200 в Урсусі.